# EAS – Hellenic Defence Systems
EAS – Hellenic Defence Systems S.A. (griech.: Ελληνικά Αμυντικά Συστήματα, Ellinika Amyntika Systimata) ist ein staatlicher griechischer Rüstungs- und Maschinenbaukonzern.

## Geschichte
Der Konzern entstand 2004 durch die Fusion der Hellenic Arms Industry S.A. (EBO) und der 1874 gegründeten Waffenfabrik Greek Powder & Cartridge Company S.A. (Pyrkal).
Größter Anteilseigner ist der griechische Staat. EAS gehört zu den Unternehmen, die im Zusammenhang mit der Sanierung der Staatsfinanzen privatisiert werden sollten.

## Produkte
Die Produktpalette besteht aus Sturmgewehren (HK G3), Maschinengewehren (MG3, HK 11, FN Minimi), Mörsern, Granatmaschinenwaffen, Pistolen (HK USP), Maschinenpistolen (MP 5), Munition, Flugabwehrsystemen (Artemis, IRIS-T, MIM-104 Patriot) und Schützenpanzern (BMP-1).
Neben Rüstungsgütern werden in den letzten Jahren vermehrt klassische Maschinenbaugüter angeboten, beispielsweise Windräder und Fördersysteme.